# Drabble
 (mars 2009).
Si vous disposez d'ouvrages ou d'articles de référence ou si vous connaissez des sites web de qualité traitant du thème abordé ici, merci de compléter l'article en donnant les références utiles à sa vérifiabilité et en les liant à la section « Notes et références ».

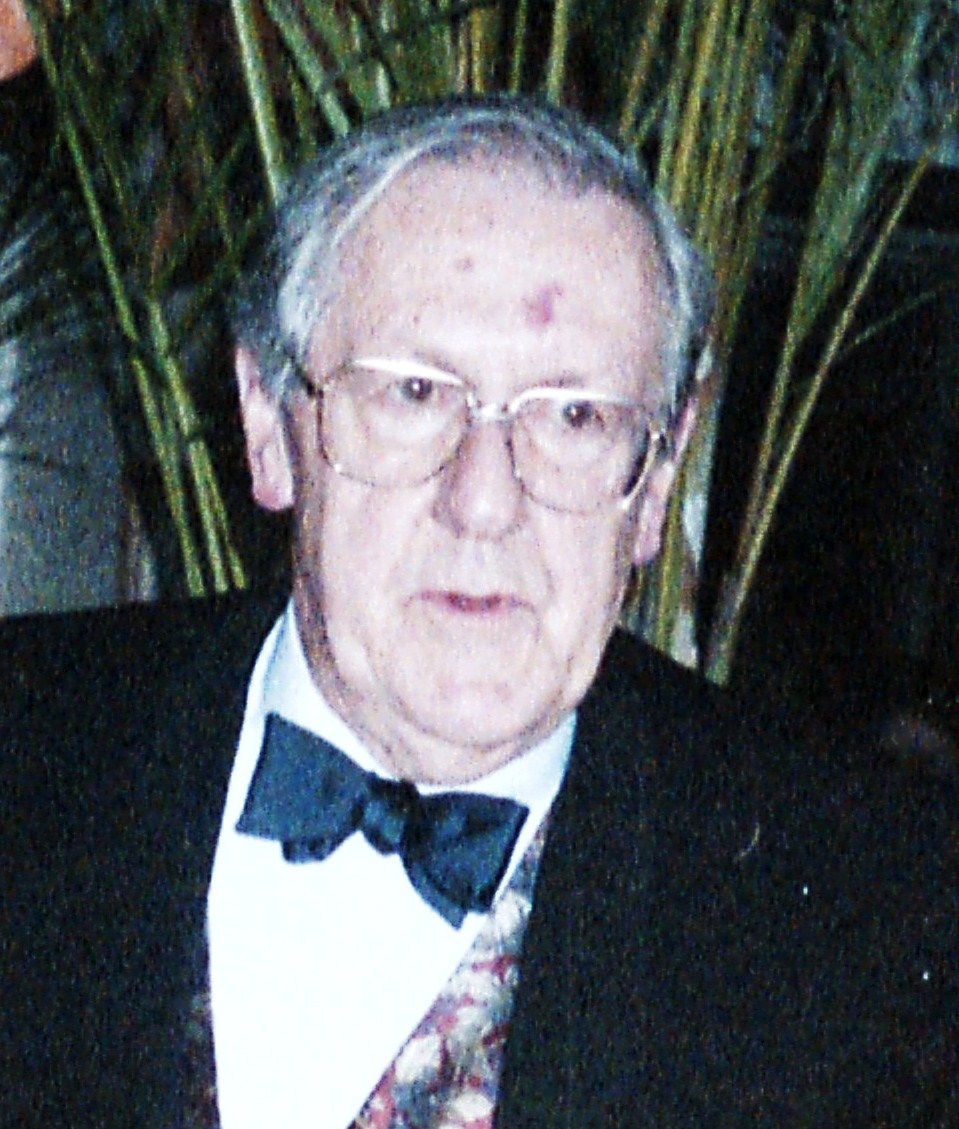
Brian Aldiss, écrivain de science-fiction ayant écrit du drabble

Le Drabble est un travail extrêmement court de fiction littéraire contenant exactement cent mots en longueur, le titre ne compte pas dans le nombre de mots. Le but du Drabble est d'évaluer la capacité de l'auteur à exprimer des idées intéressantes dans un nombre de mots extrêmement limité. Le Drabble est aussi utilisé comme principal moyen de communication par une nouvelle vague d'internautes. Certains sites proposent, effectivement, des drabbles sur une multitude de thèmes (cinéma, musique, littérature).
Dans les compétitions de Drabble, on donne aux participants un thème et un temps limité pour écrire. Les compétitions de Drabble, en général, sont populaires chez les fans de science-fiction et dans la fanfiction. Il se peut que le concept soit né des fans britanniques de science-fiction au cours des années 1980.
La langue utilisée peut beaucoup affecter la facilité ou la difficulté d'écrire des Drabbles. En effet, il suffit seulement de deux mots finnois : « Heittäytyisinköhän seikkailuun? » pour dire en anglais : « What if I should throw myself into an adventure? » et en français : « Et si je me lançais dans une aventure ? », phrases de plusieurs mots. Ceci donne à la langue finnoise un avantage pour écrire des Drabbles. Les langues les plus faciles à employer dans ce type d'écriture seraient celles qui exposent à une synthèse extrême, comme le cherokee, où une phrase anglaise entière peut souvent être exprimée en un mot simple.
Le terme vient du Grand Livre Rouge (1971) des Monty Python. Dans ce livre, le Drabble est un jeu de mots où le premier participant à écrire un roman gagne. Pour rendre le jeu possible dans le monde réel, il a été convenu que 100 mots suffiraient. Félix Fénéon peut, par ses nouvelles en trois lignes, être considéré comme un précurseur du drabble.
Drabble est aussi quelquefois utilisé familièrement pour faire allusion à n'importe quel court morceau de littérature, habituellement des fanfictions, dont la caractéristique est la brièveté exceptionnelle. Quelques histoires, appelées Drabble par leurs auteurs ou les lecteurs, ont un total de 1 000 mots.